# Parkhotel Valkenburg Hills Classic 2012
De negende editie van de wielerwedstrijd Holland Hills Classic werd gehouden op 25 mei 2012, deze keer onder de naam Parkhotel Valkenburg Hills Classic. De wedstrijd met UCI 1.2-status voerde over een heuvelachtig parcours van 95 km in Zuid-Limburg, met beklimmingen van onder meer de Cauberg.
In 2011 won de Nederlandse Marianne Vos. Zij eindigde als tweede in deze editie, die gewonnen werd door haar ploeggenote Annemiek van Vleuten. Samen versloegen ze vier rensters van de eveneens Nederlandse ploeg AA Drink-leontien.nl.
Door de verschuiving op de kalender van maart naar mei, kan de wedstrijd ook gezien worden als opvolger van de in 2011 voor het laatst verreden Dolmans Heuvelland Classic.

## Deelnemende ploegen
| UCI-teams                   | UCI-teams                   | Nat. selecties |
| --------------------------- | --------------------------- | -------------- |
| AA Drink-leontien.nl        | Lotto Belisol Ladies        | Australië      |
| Dolmans-Boels               | Sengers Ladies Cycling Team | Polen          |
| Rabobank Women Cycling Team | Orica-AIS                   | Zweden         |
| Skil-Argos                  | Vienne Futuroscope          |                |

## Uitslag
| Plaats  | Naam                   | Ploeg                       | Tijd     |
| ------- | ---------------------- | --------------------------- | -------- |
| Winnaar | Annemiek van Vleuten   | Rabobank Women Cycling Team | 2u31'18" |
| 2       | Marianne Vos           | Rabobank Women Cycling Team | z.t.     |
| 3       | Sharon Laws            | AA Drink-leontien.nl        | z.t.     |
| 4       | Emma Pooley            | AA Drink-leontien.nl        | + 15"    |
| 5       | Chantal Blaak          | AA Drink-leontien.nl        | + 1'47"  |
| 6       | Lucinda Brand          | AA Drink-leontien.nl        | z.t.     |
| 7       | Adrie Visser           | Skil-Argos                  | + 2'22"  |
| 8       | Shelley Olds           | AA Drink-leontien.nl        | z.t.     |
| 9       | Annelies Van Doorslaer | Kleo Ladies Team            | z.t.     |
| 10      | Pauline Ferrand-Prévot | Rabobank Women Cycling Team | z.t.     |
| 11      | Linda Ringlever        | NWVG - Bike4AIR             | z.t.     |
| 12      | Annette Edmondson      | Australië                   | z.t.     |
| 13      | Kaat Hannes            | Lotto Belisol Ladies        | z.t.     |
| 14      | Anna van der Breggen   | Sengers Ladies Cycling Team | z.t.     |
| 15      | Sanne Cant             |                             | z.t.     |
| 16      | Sofie De Vuyst         | Lotto Belisol Ladies        | z.t.     |
| 17      | Rozanne Slik           |                             | z.t.     |
| 18      | Jessie Daams           | AA Drink-leontien.nl        | z.t.     |
| 19      | Janneke Busser         | Skil-Argos                  | z.t.     |
| 20      | Christine Majerus      | Team GSD Gestion            | z.t.     |